# Edward Sabik
Edward Sabik (ur. 3 listopada 1931 w Wysokiej, zm. 16 grudnia 2019) – polski urzędnik, funkcjonariusz Służby Bezpieczeństwa; ambasador w Portugalii.

## Życiorys
Edward Sabik w 1951 zdał maturę w Liceum Ogólnokształcącym w Strzyżowie, po czym wyjechał na studia do ZSRS. W 1956 na Wydziale Filologicznym Leningradzkiego Państwowego Uniwersytetu uzyskał tytuł magistra filologii rosyjskiej. Pracował jako asystent Wydziału Filologicznego Uniwersytetu Warszawskiego oraz Instytutu Słowiańskiego Polskiej Akademii Nauk.
Od 1949 do 1990 był funkcjonariuszem Służby Bezpieczeństwa. W 1960 został pracownikiem Ministerstwa Spraw Wewnętrznych, był m.in. naczelnikiem wydziału w Departamencie I MSW. W latach 1968–1972 przebywał jako I sekretarz w Stałym Przedstawicielstwie przy ONZ w Nowym Jorku. Od 1978 do 1984 był radcą Ambasady w Londynie i jednocześnie szefem tamtejszej rezydentury Departamentu I MSW. W 1984 został wicedyrektorem Gabinetu Ministra Spraw Zagranicznych, w 1985 wicedyrektorem, a w 1986 dyrektorem Departamentu Kadr i Szkolenia MSZ. Od 1989 do 1991 był ambasadorem PRL i RP w Portugalii.
Należał do Związku Walki Młodych (od kwietnia 1945), Związku Młodzieży Polskiej oraz Polskiej Zjednoczonej Partii Robotniczej (od 21 listopada 1950). Jako działacz PZPR pełnił funkcje I sekretarza POP przy Ziomkostwie Studentów Polskich w Rostowie nad Donem (1954–1955), II sekretarza POP przy Wydziale Filologii UW (1958–1959), członka egzekutywy POP przy Departamencie I MSW (1964–1965), II sekretarza POP w SP w Nowym Jorku (1969–1970), członka egzekutywy POP przy Ambasadzie w Londynie (1979–1983).
Syn Ludwiki i Władysława. Pochowany na cmentarzu prawosławnym w Warszawie.